# Playoffs NBA 1967
Los Playoffs de la NBA de 1967 fueron el torneo final de la temporada 1966-67 de la NBA. Concluyó con la victoria de Philadelphia 76ers, campeón de la Conferencia Este, sobre San Francisco Warriors, campeón de la Conferencia Oeste, por 4-2.
Fue el segundo campeonato de los 76ers en la historia de la franquicia; su primer título llegó en 1955 como Syracuse Nationals.
Los Celtics perdieron la oportunidad de ganar su noveno título consecutivo, sin embargo conseguirían ganar el título las dos siguiente temporadas.
Chicago Bulls, equipo en expansión, se clasificó para los playoffs en su temporada de debut, mientras que New York Knicks volvieron a las series por primera vez desde 1959.
Estos playoffs implicaron un cambio en el formato; todo torneo desde 1955 había dado a un máximo clasificado un pase directo a las finales de conferencia, pero comenzando esta temporada se amplió el número de equipos de seis a ocho y se eliminó el privilegio de los campeones de la temporada regular.

## Tabla
|  | Semifinales de División | Semifinales de División | Semifinales de División |   |               | Finales de División | Finales de División | Finales de División |  |    | Finales de la NBA | Finales de la NBA | Finales de la NBA |
|  |                         |                         |                         |   |               |                     |                     |                     |  |    |                   |                   |                   |
|  | E1                      | Philadelphia            | 3                       |   |               |                     |                     |                     |  |    |                   |                   |                   |
|  | E3                      | Cincinnati              | 1                       |   |               |                     |                     |                     |  |    |                   |                   |                   |
|  | E3                      | Cincinnati              | 1                       |   | E1            | Philadelphia        | 4                   |                     |  |    |                   |                   |                   |
|  | División Este           |                         |                         |   | E1            | Philadelphia        | 4                   |                     |  |    |                   |                   |                   |
|  |                         | E2                      | Boston                  | 1 |               |                     |                     |                     |  |    |                   |                   |                   |
|  | E4                      | E2                      | Boston                  | 1 | New York      | 1                   |                     |                     |  |    |                   |                   |                   |
|  | E4                      |                         |                         |   | New York      | 1                   |                     |                     |  |    |                   |                   |                   |
|  | E2                      | Boston                  | 3                       |   |               |                     |                     |                     |  |    |                   |                   |                   |
|  | E2                      | Boston                  | 3                       |   |               |                     |                     |                     |  | E1 | Philadelphia      | 4                 |                   |
|  |                         |                         |                         |   |               |                     |                     |                     |  | E1 | Philadelphia      | 4                 |                   |
|  |                         | O1                      | San Francisco           | 2 |               |                     |                     |                     |  |    |                   |                   |                   |
|  | O1                      | O1                      | San Francisco           | 2 | San Francisco | 3                   |                     |                     |  |    |                   |                   |                   |
|  | O3                      | Los Angeles             | 0                       |   |               |                     |                     |                     |  |    |                   |                   |                   |
|  | O3                      | Los Angeles             | 0                       |   | O1            | San Francisco       | 4                   |                     |  |    |                   |                   |                   |
|  | División Oeste          |                         |                         |   | O1            | San Francisco       | 4                   |                     |  |    |                   |                   |                   |
|  |                         | O2                      | St. Louis               | 2 |               |                     |                     |                     |  |    |                   |                   |                   |
|  | O4                      | O2                      | St. Louis               | 2 | Chicago       | 0                   |                     |                     |  |    |                   |                   |                   |
|  | O4                      |                         |                         |   | Chicago       | 0                   |                     |                     |  |    |                   |                   |                   |
|  | O2                      | St. Louis               | 3                       |   |               |                     |                     |                     |  |    |                   |                   |                   |

## Semifinales de División

### Semifinales División Este

#### (1) Philadelphia 76ers vs. (3) Cincinnati Royals
| 21 de marzo                       | Cincinnati Royals                                                              | 120–116              | Philadelphia 76ers                                                                 |                                                                                               |  |  |
|                                   | Parciales: 33–31, 30–26, 33–28, 24–31                                          |                      |                                                                                    |                                                                                               |  |  |
|                                   | Estadísticas Oscar Robertson 33 Dierking, Lucas 18 cada uno Oscar Robertson 16 | Reporte Pts Reb Asts | Estadísticas Wilt Chamberlain 41 Wilt Chamberlain 22 Chamberlain, Greer 5 cada uno | Pabellón: Philadelphia Convention Hall, Filadelfia, Pensilvania Asistencia: 5097 espectadores |  |  |
| Cincinnati lidera las series, 1–0 |                                                                                |                      |                                                                                    |                                                                                               |  |  |
|                                   |                                                                                |                      |                                                                                    |                                                                                               |  |  |

| 22 de marzo           | Philadelphia 76ers                                                       | 123–102              | Cincinnati Royals                                                    |                                                                              |  |  |
|                       | Parciales: 35–22, 23–27, 33–26, 32–27                                    |                      |                                                                      |                                                                              |  |  |
|                       | Estadísticas Wilt Chamberlain 37 Wilt Chamberlain 27 Wilt Chamberlain 11 | Reporte Pts Reb Asts | Estadísticas Oscar Robertson 29 Connie Dierking 17 Oscar Robertson 9 | Pabellón: Cincinnati Gardens, Cincinnati, Ohio Asistencia: 5276 espectadores |  |  |
| Series empatadas, 1–1 |                                                                          |                      |                                                                      |                                                                              |  |  |
|                       |                                                                          |                      |                                                                      |                                                                              |  |  |

| 24 de marzo                         | Cincinnati Royals                                                 | 106–121              | Philadelphia 76ers                                                |                                                                                               |  |  |
|                                     | Parciales: 26–39, 23–25, 22–23, 35–34                             |                      |                                                                   |                                                                                               |  |  |
|                                     | Estadísticas Oscar Robertson 25 Jerry Lucas 23 Oscar Robertson 13 | Reporte Pts Reb Asts | Estadísticas Hal Greer 33 Wilt Chamberlain 30 Wilt Chamberlain 19 | Pabellón: Philadelphia Convention Hall, Filadelfia, Pensilvania Asistencia: 8987 espectadores |  |  |
| Philadelphia lidera las series, 2–1 |                                                                   |                      |                                                                   |                                                                                               |  |  |
|                                     |                                                                   |                      |                                                                   |                                                                                               |  |  |

| 25 de marzo                       | Philadelphia 76ers                                               | 112–94               | Cincinnati Royals                                               |                                                                              |  |  |
|                                   | Parciales: 31–29, 34–27, 23–25, 24–13                            |                      |                                                                 |                                                                              |  |  |
|                                   | Estadísticas Hal Greer 30 Wilt Chamberlain 27 Wilt Chamberlain 9 | Reporte Pts Reb Asts | Estadísticas Happy Hairston 26 Jerry Lucas 25 Oscar Robertson 7 | Pabellón: Cincinnati Gardens, Cincinnati, Ohio Asistencia: 2624 espectadores |  |  |
| Philadelphia gana las series, 3–1 |                                                                  |                      |                                                                 |                                                                              |  |  |
|                                   |                                                                  |                      |                                                                 |                                                                              |  |  |

Este fue el cuarto encuentro de playoffs entre estos dos equipos, con los Royals ganando dos de los tres primeros.
| 1963 | Syracuse Nationals | 2–3 | Cincinnati Royals |                                            |
|      |                    |     |                   |                                            |
|      |                    |     |                   | Pabellón: 1963 Eastern Division Semifinals |

| 1964 | Philadelphia 76ers | 2–3 | Cincinnati Royals |                                            |
|      |                    |     |                   |                                            |
|      |                    |     |                   | Pabellón: 1964 Eastern Division Semifinals |

| 1965 | Philadelphia 76ers | 3–1 | Cincinnati Royals |                                            |
|      |                    |     |                   |                                            |
|      |                    |     |                   | Pabellón: 1965 Eastern Division Semifinals |

#### (2) Boston Celtics vs. (4) New York Knicks
| 21 de marzo                   | New York Knicks                                                | 110–140              | Boston Celtics                                           |                                                                              |  |  |
|                               | Parciales: 28–34, 23–37, 30–32, 29–37                          |                      |                                                          |                                                                              |  |  |
|                               | Estadísticas Willis Reed 23 Walt Bellamy 10 Dick Van Arsdale 8 | Reporte Pts Reb Asts | Estadísticas Sam Jones 38 Bill Russell 23 Bill Russell 8 | Pabellón: Boston Garden, Boston, Massachusetts Asistencia: 8632 espectadores |  |  |
| Boston lidera las series, 1–0 |                                                                |                      |                                                          |                                                                              |  |  |
|                               |                                                                |                      |                                                          |                                                                              |  |  |

| 25 de marzo                   | Boston Celtics                            | 115–108         | New York Knicks                            |                                                                                            |  |  |
|                               | Parciales: 15–25, 36–28, 37–28, 27–27     |                 |                                            |                                                                                            |  |  |
|                               | Estadísticas Sam Jones 26 Bill Russell 18 | Reporte Pts Reb | Estadísticas Willis Reed 30 Willis Reed 21 | Pabellón: Madison Square Garden III, Manhattan, Nueva York Asistencia: 10 009 espectadores |  |  |
| Boston lidera las series, 2–0 |                                           |                 |                                            |                                                                                            |  |  |
|                               |                                           |                 |                                            |                                                                                            |  |  |

| 26 de marzo                   | New York Knicks                                                        | 123–112              | Boston Celtics                                              |                                                                                |  |  |
|                               | Parciales: 27–26, 34–25, 38–26, 24–35                                  |                      |                                                             |                                                                                |  |  |
|                               | Estadísticas Willis Reed 38 Bellamy, Reed 16 cada uno Howard Komives 5 | Reporte Pts Reb Asts | Estadísticas John Havlicek 29 Bill Russell 24 K. C. Jones 5 | Pabellón: Boston Garden, Boston, Massachusetts Asistencia: 10 738 espectadores |  |  |
| Boston lidera las series, 2–1 |                                                                        |                      |                                                             |                                                                                |  |  |
|                               |                                                                        |                      |                                                             |                                                                                |  |  |

| 28 de marzo                 | Boston Celtics                                          | 118–109              | New York Knicks                                                     |                                                                                            |  |  |
|                             | Parciales: 31–22, 29–35, 30–22, 28–30                   |                      |                                                                     |                                                                                            |  |  |
|                             | Estadísticas Sam Jones 51 Bill Russell 16 K. C. Jones 7 | Reporte Pts Reb Asts | Estadísticas Freddie Crawford 26 Walt Bellamy 20 Freddie Crawford 6 | Pabellón: Madison Square Garden III, Manhattan, Nueva York Asistencia: 17 173 espectadores |  |  |
| Boston gana las series, 3–1 |                                                         |                      |                                                                     |                                                                                            |  |  |
|                             |                                                         |                      |                                                                     |                                                                                            |  |  |

Éste fue el sexto enfrentamiento en playoffs entre ambos equipos, con los Knicks ganando tres de los cinco primeros.
| 1951 | Boston Celtics | 0–2 | New York Knicks |                                            |
|      |                |     |                 |                                            |
|      |                |     |                 | Pabellón: 1951 Eastern Division Semifinals |

| 1952 | Boston Celtics | 1–2 | New York Knicks |                                            |
|      |                |     |                 |                                            |
|      |                |     |                 | Pabellón: 1952 Eastern Division Semifinals |

| 1953 | Boston Celtics | 1–3 | New York Knicks |                                        |
|      |                |     |                 |                                        |
|      |                |     |                 | Pabellón: 1953 Eastern Division Finals |

| 1954 | Boston Celtics | 2–0 | New York Knicks |                                                        |
|      |                |     |                 |                                                        |
|      |                |     |                 | Pabellón: 1954 Eastern Division Round Robin Semifinals |

| 1955 | Boston Celtics | 2–1 | New York Knicks |                                            |
|      |                |     |                 |                                            |
|      |                |     |                 | Pabellón: 1955 Eastern Division Semifinals |

### Semifinales Divivión Oeste

#### (1) San Francisco Warriors vs. (3) Los Angeles Lakers
| 21 de marzo                          | Los Angeles Lakers                                                    | 108–124              | San Francisco Warriors                                               | |  |  |
|                                      | Parciales: 25–33, 20–32, 22–29, 41–30                                 |                      |                                                                      | |  |  |
|                                      | Estadísticas Archie Clark 26 Elgin Baylor 12 Clark, Imhoff 4 cada uno | Reporte Pts Reb Asts | Estadísticas Jim King 22 Nate Thurmond 20 Jim King, Barry 6 cada uno | Pabellón: Oakland–Alameda County Coliseum Arena, Oakland, California Asistencia: 11 106 espectadores |  |  |
| San Francisco lidera las series, 1–0 |                                                                       |                      |                                                                      | |  |  |
|                                      |                                                                       |                      |                                                                      | |  |  |

| 23 de marzo                          | San Francisco Warriors                                      | 113–102              | Los Angeles Lakers                                                       | |  |  |
|                                      | Parciales: 22–24, 29–18, 33–28, 29–32                       |                      |                                                                          | |  |  |
|                                      | Estadísticas Rick Barry 26 Nate Thurmond 24 Nate Thurmond 7 | Reporte Pts Reb Asts | Estadísticas Archie Clark 24 Darrall Imhoff 10 tres jugadores 5 cada uno | Pabellón: Los Angeles Memorial Sports Arena, Los Ángeles, California Asistencia: 11 335 espectadores |  |  |
| San Francisco lidera las series, 2–0 |                                                             |                      |                                                                          | |  |  |
|                                      |                                                             |                      |                                                                          | |  |  |

| 26 de marzo                              | Los Angeles Lakers                                          | 115–122              | San Francisco Warriors                                   |                                                                           |  |  |
|                                          | Parciales: 26–36, 24–26, 40–30, 25–30                       |                      |                                                          |                                                                           |  |  |
|                                          | Estadísticas Elgin Baylor 37 Elgin Baylor 18 Walt Hazzard 8 | Reporte Pts Reb Asts | Estadísticas Rick Barry 37 Nate Thurmond 21 Rick Barry 7 | Pabellón: Cow Palace, Daly City, California Asistencia: 5845 espectadores |  |  |
| San Francisco gana las seriesseries, 3–0 |                                                             |                      |                                                          |                                                                           |  |  |
|                                          |                                                             |                      |                                                          |                                                                           |  |  |

Éste fue el primer enfrentamiento en playoffs entre ambos equipos.

#### (2) St. Louis Hawks vs. (4) Chicago Bulls
| 21 de marzo                      | Chicago Bulls                                                                    | 100–114              | St. Louis Hawks                                                       |                                                                           |  |  |
|                                  | Parciales: 21–27, 29–29, 28–31, 22–27                                            |                      |                                                                       |                                                                           |  |  |
|                                  | Estadísticas Kojis, Boozer 18 cada uno Bob Boozer 13 Rodgers, Clemens 2 cada uno | Reporte Pts Reb Asts | Estadísticas Lou Hudson 26 Bridges, Silas 14 cada uno Lenny Wilkens 6 | Pabellón: Kiel Auditorium, San Luis, Misuri Asistencia: 4704 espectadores |  |  |
| St. Louis lidera las series, 1–0 |                                                                                  |                      |                                                                       |                                                                           |  |  |
|                                  |                                                                                  |                      |                                                                       |                                                                           |  |  |

| 23 de marzo                      | St. Louis Hawks                                            | 113–107              | Chicago Bulls                                                       |                                                                             |  |  |
|                                  | Parciales: 35–26, 25–27, 19–34, 34–20                      |                      |                                                                     |                                                                             |  |  |
|                                  | Estadísticas Lou Hudson 29 Bill Bridges 12 Richie Guerin 6 | Reporte Pts Reb Asts | Estadísticas Bob Boozer 25 Kojis, Boozer 11 cada uno Guy Rodgers 11 | Pabellón: Chicago Coliseum, Chicago, Illinois Asistencia: 3739 espectadores |  |  |
| St. Louis lidera las series, 2–0 |                                                            |                      |                                                                     |                                                                             |  |  |
|                                  |                                                            |                      |                                                                     |                                                                             |  |  |

| 25 de marzo                    | Chicago Bulls                                              | 106–119              | St. Louis Hawks                                               |                                                                           |  |  |
|                                | Parciales: 28–30, 32–35, 21–24, 25–30                      |                      |                                                               |                                                                           |  |  |
|                                | Estadísticas McCoy McLemore 18 Bob Boozer 11 Guy Rodgers 5 | Reporte Pts Reb Asts | Estadísticas Lenny Wilkens 27 Bill Bridges 28 Lenny Wilkens 8 | Pabellón: Kiel Auditorium, San Luis, Misuri Asistencia: 7018 espectadores |  |  |
| St. Louis gana las series, 3–0 |                                                            |                      |                                                               |                                                                           |  |  |
|                                |                                                            |                      |                                                               |                                                                           |  |  |

Éste fue el primer enfrentamiento en playoffs entre ambos equipos.

## Finales de división

### Finales División Este

#### (1) Philadelphia 76ers vs. (2) Boston Celtics
| 31 de marzo                         | Boston Celtics                                         | 113–127              | Philadelphia 76ers                                                |                                                                                               |  |  |
|                                     | Parciales: 26–32, 23–34, 31–28, 33–33                  |                      |                                                                   |                                                                                               |  |  |
|                                     | Estadísticas Sam Jones 24 Bill Russell 15 Sam Jones 12 | Reporte Pts Reb Asts | Estadísticas Hal Greer 39 Wilt Chamberlain 32 Wilt Chamberlain 13 | Pabellón: Philadelphia Convention Hall, Filadelfia, Pensilvania Asistencia: 9239 espectadores |  |  |
| Philadelphia lidera las series, 1–0 |                                                        |                      |                                                                   |                                                                                               |  |  |
|                                     |                                                        |                      |                                                                   |                                                                                               |  |  |

- Wilt Chamberlain consiguió un cuádruple-doble "no oficial" con 24 puntos, 32 rebotes, 13 asistencias y 12 tapones contados de forma no oficial.

| 2 de abril                          | Philadelphia 76ers                                                            | 107–102              | Boston Celtics                                              |                                                                                |  |  |
|                                     | Parciales: 21–21, 34–37, 29–17, 23–27                                         |                      |                                                             |                                                                                |  |  |
|                                     | Estadísticas Chet Walker 23 Wilt Chamberlain 29 Chamberlain, Greer 5 cada uno | Reporte Pts Reb Asts | Estadísticas John Havlicek 26 Bill Russell 24 K. C. Jones 7 | Pabellón: Boston Garden, Boston, Massachusetts Asistencia: 13 909 espectadores |  |  |
| Philadelphia lidera las series, 2–0 |                                                                               |                      |                                                             |                                                                                |  |  |
|                                     |                                                                               |                      |                                                             |                                                                                |  |  |

| 5 de abril                          | Boston Celtics                                               | 104–115                       | Philadelphia 76ers                                               |                                                                                                 |  |  |
|                                     | Parciales: 26–24, 26–35, 29–25, 23–31                        |                               |                                                                  |                                                                                                 |  |  |
|                                     | Estadísticas John Havlicek 33 Bill Russell 29 Bill Russell 9 | Boxscore Reporte Pts Reb Asts | Estadísticas Hal Greer 30 Wilt Chamberlain 41 Wilt Chamberlain 9 | Pabellón: Philadelphia Convention Hall, Filadelfia, Pensilvania Asistencia: 13 007 espectadores |  |  |
| Philadelphia lidera las series, 3–0 |                                                              |                               |                                                                  |                                                                                                 |  |  |
|                                     |                                                              |                               |                                                                  |                                                                                                 |  |  |

- Wilt Chamberlain's 41 rebounds sets a playoff record for an individual rebounder in a game.

| 9 de abril                          | Philadelphia 76ers                                                   | 117–121              | Boston Celtics                                               |                                                                                |  |  |
|                                     | Parciales: 32–34, 28–32, 28–25, 29–30                                |                      |                                                              |                                                                                |  |  |
|                                     | Estadísticas Luke Jackson 29 Wilt Chamberlain 22 Wilt Chamberlain 10 | Reporte Pts Reb Asts | Estadísticas Sam Jones 32 Bill Russell 28 Larry Siegfried 11 | Pabellón: Boston Garden, Boston, Massachusetts Asistencia: 13 909 espectadores |  |  |
| Philadelphia lidera las series, 3–1 |                                                                      |                      |                                                              |                                                                                |  |  |
|                                     |                                                                      |                      |                                                              |                                                                                |  |  |

| 11 de abril                       | Boston Celtics                                                  | 116–140              | Philadelphia 76ers                                                |                                                                                                 |  |  |
|                                   | Parciales: 37–26, 33–39, 24–35, 22–40                           |                      |                                                                   |                                                                                                 |  |  |
|                                   | Estadísticas John Havlicek 38 Bill Russell 21 Larry Siegfried 8 | Reporte Pts Reb Asts | Estadísticas Hal Greer 32 Wilt Chamberlain 36 Wilt Chamberlain 13 | Pabellón: Philadelphia Convention Hall, Filadelfia, Pensilvania Asistencia: 13 007 espectadores |  |  |
| Philadelphia gana las series, 4–1 |                                                                 |                      |                                                                   |                                                                                                 |  |  |
|                                   |                                                                 |                      |                                                                   |                                                                                                 |  |  |

- Último partido de K.C. Jones en la NBA.
- Los Sixers rompieron la racha ganadora récord de la serie de playoffs de la NBA de Boston de 18 partidos consecutivos, y su reinado del campeonato durante ocho años.

Éste fue el undécimo enfrentamiento en playoffs entre ambos equipos, con los Celtics ganando seis de los diez primeros.
| 1953 | Boston Celtics | 2–0 | Syracuse Nationals |                                            |
|      |                |     |                    |                                            |
|      |                |     |                    | Pabellón: 1953 Eastern Division Semifinals |

| 1954 | Boston Celtics | 0–2 | Syracuse Nationals |                                                        |
|      |                |     |                    |                                                        |
|      |                |     |                    | Pabellón: 1954 Eastern Division Round Robin Semifinals |

| 1954 | Boston Celtics | 0–2 | Syracuse Nationals |                                        |
|      |                |     |                    |                                        |
|      |                |     |                    | Pabellón: 1954 Eastern Division Finals |

| 1955 | Boston Celtics | 1–3 | Syracuse Nationals |                                        |
|      |                |     |                    |                                        |
|      |                |     |                    | Pabellón: 1955 Eastern Division Finals |

| 1956 | Boston Celtics | 1–2 | Syracuse Nationals |                                            |
|      |                |     |                    |                                            |
|      |                |     |                    | Pabellón: 1956 Eastern Division Semifinals |

| 1957 | Boston Celtics | 3–0 | Syracuse Nationals |                                        |
|      |                |     |                    |                                        |
|      |                |     |                    | Pabellón: 1957 Eastern Division Finals |

| 1959 | Boston Celtics | 4–3 | Syracuse Nationals |                                        |
|      |                |     |                    |                                        |
|      |                |     |                    | Pabellón: 1959 Eastern Division Finals |

| 1961 | Boston Celtics | 4–1 | Syracuse Nationals |                                        |
|      |                |     |                    |                                        |
|      |                |     |                    | Pabellón: 1961 Eastern Division Finals |

| 1965 | Boston Celtics | 4–3 | Philadelphia 76ers |                                        |
|      |                |     |                    |                                        |
|      |                |     |                    | Pabellón: 1965 Eastern Division Finals |

| 1966 | Boston Celtics | 4–1 | Philadelphia 76ers |                                        |
|      |                |     |                    |                                        |
|      |                |     |                    | Pabellón: 1966 Eastern Division Finals |

### Finales División Oeste

#### (1) San Francisco Warriors vs. (2) St. Louis Hawks
| 30 de marzo                          | St. Louis Hawks                                            | 115–117              | San Francisco Warriors                                     |                                                                           |  |  |
|                                      | Parciales: 25–40, 30–27, 28–32, 32–18                      |                      |                                                            |                                                                           |  |  |
|                                      | Estadísticas Lou Hudson 36 Bill Bridges 21 Lenny Wilkens 6 | Reporte Pts Reb Asts | Estadísticas Rick Barry 38 Nate Thurmond 14 Jeff Mullins 7 | Pabellón: Cow Palace, Daly City, California Asistencia: 7813 espectadores |  |  |
| San Francisco lidera las series, 1–0 |                                                            |                      |                                                            |                                                                           |  |  |
|                                      |                                                            |                      |                                                            |                                                                           |  |  |

| 1 de abril                           | St. Louis Hawks                                              | 136–143              | San Francisco Warriors                                   |                                                                             |  |  |
|                                      | Parciales: 32–38, 33–27, 38–44, 33–34                        |                      |                                                          |                                                                             |  |  |
|                                      | Estadísticas Bill Bridges 26 Bill Bridges 22 Lenny Wilkens 9 | Reporte Pts Reb Asts | Estadísticas Rick Barry 47 Nate Thurmond 17 Rick Barry 6 | Pabellón: Cow Palace, Daly City, California Asistencia: 12 337 espectadores |  |  |
| San Francisco lidera las series, 2–0 |                                                              |                      |                                                          |                                                                             |  |  |
|                                      |                                                              |                      |                                                          |                                                                             |  |  |

| 5 de abril                           | San Francisco Warriors                                     | 109–115              | St. Louis Hawks                                              |                                                                           |  |  |
|                                      | Parciales: 27–23, 31–30, 28–42, 23–20                      |                      |                                                              |                                                                           |  |  |
|                                      | Estadísticas Rick Barry 31 Nate Thurmond 21 Jeff Mullins 6 | Reporte Pts Reb Asts | Estadísticas Bill Bridges 25 Bill Bridges 32 Lenny Wilkens 7 | Pabellón: Kiel Auditorium, San Luis, Misuri Asistencia: 8042 espectadores |  |  |
| San Francisco lidera las series, 2–1 |                                                            |                      |                                                              |                                                                           |  |  |
|                                      |                                                            |                      |                                                              |                                                                           |  |  |

| 8 de abril            | San Francisco Warriors                                       | 104–109              | St. Louis Hawks                                               |                                                                             |  |  |
|                       | Parciales: 29–30, 33–28, 21–27, 21–24                        |                      |                                                               |                                                                             |  |  |
|                       | Estadísticas Jeff Mullins 40 Nate Thurmond 21 Jeff Mullins 4 | Reporte Pts Reb Asts | Estadísticas Joe Caldwell 24 Bill Bridges 17 Lenny Wilkens 11 | Pabellón: Kiel Auditorium, San Luis, Misuri Asistencia: 10 016 espectadores |  |  |
| Series empatadas, 2–2 |                                                              |                      |                                                               |                                                                             |  |  |
|                       |                                                              |                      |                                                               |                                                                             |  |  |

| 10 de abril                          | St. Louis Hawks                                               | 102–123              | San Francisco Warriors                                    |                                                                             |  |  |
|                                      | Parciales: 22–32, 23–30, 30–27, 27–34                         |                      |                                                           |                                                                             |  |  |
|                                      | Estadísticas Richie Guerin 19 Bill Bridges 17 Lenny Wilkens 7 | Reporte Pts Reb Asts | Estadísticas Rick Barry 25 Nate Thurmond 27 Fred Hetzel 6 | Pabellón: Cow Palace, Daly City, California Asistencia: 10 311 espectadores |  |  |
| San Francisco lidera las series, 3–2 |                                                               |                      |                                                           |                                                                             |  |  |
|                                      |                                                               |                      |                                                           |                                                                             |  |  |

| 12 de abril                        | San Francisco Warriors                                   | 112–107              | St. Louis Hawks                                            |                                                                           |  |  |
|                                    | Parciales: 21–39, 30–21, 34–20, 27–27                    |                      |                                                            |                                                                           |  |  |
|                                    | Estadísticas Rick Barry 41 Nate Thurmond 21 Rick Barry 5 | Reporte Pts Reb Asts | Estadísticas Zelmo Beaty 28 Zelmo Beaty 16 Lenny Wilkens 6 | Pabellón: Kiel Auditorium, San Luis, Misuri Asistencia: 8004 espectadores |  |  |
| San Francisco gana las series, 4–2 |                                                          |                      |                                                            |                                                                           |  |  |
|                                    |                                                          |                      |                                                            |                                                                           |  |  |

Éste fue el segundo enfrentamiento en playoffs entre ambos equipos, con los Wariors ganando el primero.
| \| 1964 \| St. Louis Hawks \| 3–4 \| San Francisco Warriors \| \| \| \| \| \| \| \| \| \| \| \| \| Pabellón: 1964 Western Division Finals \| |                 |     |                        |                                        |
| 1964 | St. Louis Hawks | 3–4 | San Francisco Warriors |                                        |
| |                 |     |                        |                                        |
| |                 |     |                        | Pabellón: 1964 Western Division Finals |

## Finales de la NBA: (E1) Philadelphia 76ers vs. (W1) San Francisco Warriors
| 14 de abril                         | San Francisco Warriors                                   | 135–141              | Philadelphia 76ers                                                |                                                                                               |  |  |
|                                     | Parciales: 30–43, 35–30, 28–34, 35–21 (T.E.: 7–13)       |                      |                                                                   |                                                                                               |  |  |
|                                     | Estadísticas Rick Barry 37 Nate Thurmond 31 Rick Barry 7 | Reporte Pts Reb Asts | Estadísticas Hal Greer 32 Wilt Chamberlain 33 Wilt Chamberlain 10 | Pabellón: Philadelphia Convention Hall, Filadelfia, Pensilvania Asistencia: 9283 espectadores |  |  |
| Philadelphia lidera las series, 1–0 |                                                          |                      |                                                                   |                                                                                               |  |  |
|                                     |                                                          |                      |                                                                   |                                                                                               |  |  |

| 16 de abril                         | San Francisco Warriors                                 | 95–126               | Philadelphia 76ers                                                |                                                                                               |  |  |
|                                     | Parciales: 17–26, 29–31, 23–28, 26–41                  |                      |                                                                   |                                                                                               |  |  |
|                                     | Estadísticas Rick Barry 30 Nate Thurmond 29 Jim King 6 | Reporte Pts Reb Asts | Estadísticas Hal Greer 30 Wilt Chamberlain 38 Wilt Chamberlain 10 | Pabellón: Philadelphia Convention Hall, Filadelfia, Pensilvania Asistencia: 9426 espectadores |  |  |
| Philadelphia lidera las series, 2–0 |                                                        |                      |                                                                   |                                                                                               |  |  |
|                                     |                                                        |                      |                                                                   |                                                                                               |  |  |

| 18 de abril                         | Philadelphia 76ers                                                | 124–130              | San Francisco Warriors                                 |                                                                             |  |  |
|                                     | Parciales: 35–32, 28–37, 29–29, 32–32                             |                      |                                                        |                                                                             |  |  |
|                                     | Estadísticas Wilt Chamberlain 26 Wilt Chamberlain 26 Wali Jones 7 | Reporte Pts Reb Asts | Estadísticas Rick Barry 55 Nate Thurmond 25 Jim King 6 | Pabellón: Cow Palace, Daly City, California Asistencia: 14 773 espectadores |  |  |
| Philadelphia lidera las series, 2–1 |                                                                   |                      |                                                        |                                                                             |  |  |
|                                     |                                                                   |                      |                                                        |                                                                             |  |  |

| 20 de abril                         | Philadelphia 76ers                                               | 122–108              | San Francisco Warriors                                      |                                                                             |  |  |
|                                     | Parciales: 34–27, 26–22, 31–29, 31–30                            |                      |                                                             |                                                                             |  |  |
|                                     | Estadísticas Hal Greer 38 Wilt Chamberlain 27 Wilt Chamberlain 8 | Reporte Pts Reb Asts | Estadísticas Rick Barry 43 Nate Thurmond 25 Nate Thurmond 5 | Pabellón: Cow Palace, Daly City, California Asistencia: 15 117 espectadores |  |  |
| Philadelphia lidera las series, 3–1 |                                                                  |                      |                                                             |                                                                             |  |  |
|                                     |                                                                  |                      |                                                             |                                                                             |  |  |

| 23 de abril                         | San Francisco Warriors                                  | 117–109              | Philadelphia 76ers                                          |                                                                                                 |  |  |
|                                     | Parciales: 31–32, 30–32, 23–32, 33–13                   |                      |                                                             |                                                                                                 |  |  |
|                                     | Estadísticas Rick Barry 36 Nate Thurmond 28 Al Attles 6 | Reporte Pts Reb Asts | Estadísticas Chet Walker 25 Wilt Chamberlain 24 Hal Greer 7 | Pabellón: Philadelphia Convention Hall, Filadelfia, Pensilvania Asistencia: 10 229 espectadores |  |  |
| Philadelphia lidera las series, 3–2 |                                                         |                      |                                                             |                                                                                                 |  |  |
|                                     |                                                         |                      |                                                             |                                                                                                 |  |  |

| April 24                          | Philadelphia 76ers                                         | 125–122               | San Francisco Warriors                                 |                                                                             |  |  |
|                                   | Parciales: 43–41, 25–31, 28–30, 29–20                      |                       |                                                        |                                                                             |  |  |
|                                   | Estadísticas Wali Jones 27 Wilt Chamberlain 23 Hal Greer 7 | Boxscore Pts Reb Asts | Estadísticas Rick Barry 44 Nate Thurmond 22 Jim King 7 | Pabellón: Cow Palace, Daly City, California Asistencia: 15 612 espectadores |  |  |
| Philadelphia gana las series, 4–2 |                                                            |                       |                                                        |                                                                             |  |  |
|                                   |                                                            |                       |                                                        |                                                                             |  |  |

Éste fue el décimo enfrentamiento en playoffs entre ambos equipos, con los 76ers/Nationals ganando cinco de los nueve primeros cuando estaban localizados en Syracuse y los Warriors eran la franquicia original de la NBA con sede en Filadelfia.
| 1950 | Philadelphia Warriors | 0–2 | Syracuse Nationals |                                            |
|      |                       |     |                    |                                            |
|      |                       |     |                    | Pabellón: 1950 Eastern Division Semifinals |

| 1951 | Philadelphia Warriors | 0–2 | Syracuse Nationals |                                            |
|      |                       |     |                    |                                            |
|      |                       |     |                    | Pabellón: 1951 Eastern Division Semifinals |

| 1952 | Philadelphia Warriors | 1–2 | Syracuse Nationals |                                            |
|      |                       |     |                    |                                            |
|      |                       |     |                    | Pabellón: 1952 Eastern Division Semifinals |

| 1956 | Philadelphia Warriors | 3–2 | Syracuse Nationals |                                        |
|      |                       |     |                    |                                        |
|      |                       |     |                    | Pabellón: 1956 Eastern Division Finals |

| 1957 | Philadelphia Warriors | 0–2 | Syracuse Nationals |                                            |
|      |                       |     |                    |                                            |
|      |                       |     |                    | Pabellón: 1957 Eastern Division Semifinals |

| 1958 | Philadelphia Warriors | 2–1 | Syracuse Nationals |                                            |
|      |                       |     |                    |                                            |
|      |                       |     |                    | Pabellón: 1958 Eastern Division Semifinals |

| 1960 | Philadelphia Warriors | 2–1 | Syracuse Nationals |                                            |
|      |                       |     |                    |                                            |
|      |                       |     |                    | Pabellón: 1960 Eastern Division Semifinals |

| 1961 | Philadelphia Warriors | 0–3 | Syracuse Nationals |                                            |
|      |                       |     |                    |                                            |
|      |                       |     |                    | Pabellón: 1961 Eastern Division Semifinals |

| 1962 | Philadelphia Warriors | 3–2 | Syracuse Nationals |                                            |
|      |                       |     |                    |                                            |
|      |                       |     |                    | Pabellón: 1962 Eastern Division Semifinals |